# Александра Јанковић (посланик)
Александра Јанковић (Крагујевац, 5. март 1959) је бивши народни посланик у осмом сазиву скупштине Србије од 2008. године и клинички психолог. Својевремено је била истакнути члан Нове Србије.

## Биографија
Рођена је у Крагујевцу од оца Ивана, архитекте, и мајке Душанке (умрла 2001) рођене Васиљченко, има и млађу сестру Ивану. Деда по мајци је дошао у Србију из Русије после Октобарске револуције. Почела је да студира архитектуру и после две године се пребацила на групу за психологију на Филозофском факултету у Београду где је дипломирала 1986. са просечном оценом 9,38. Уписала је постдипломске студије на Богословском факултету у Београду код ментора Владете Јеротића.
Радила је као новинарка на Телевизији Београд где је уређивала емисију „Саборник“, као и у новинама „Српска реч“ и „Сабор“.
Чланица Српског покрета обнове постала је 1990. године, у народну скупштину Србије је ушла као посланица у првом сазиву 1991. године када су из ње изашли нестраначки посланици ДЕПОС. Била је посланица СПО у два сазива скупштине Србије. Избачена је из Главног одбора СПО почетком октобра 1997. након чега је привремено престала да се бави политиком. После неког времена прешла је у Нову Србију. Као посланица те странке ушла је у осми сазив Народне скупштине Србије 2008. године.
Са 22 године је остала у другом стању и потом се удала за Владимира од кога се развела након две године. Имала је са њим ћерку Ану (1982-1998) која је погинула у 16 години. После тога се окренула цркви. Други муж је био Мирко Сајков, од кога се такође развела.